# Consejo Nacional de Política Económica y Social
El Consejo Nacional de Política Económica y Social –CONPES– es el máximo organismo de coordinación de la política económica y social del Gobierno de Colombia en materia de desarrollo económico y social. Se encarga de coordinar, orientar y aprobar políticas públicas a través de sus «documentos CONPES». Fue establecido mediante la Ley 19 de 1958.
Actúa como organismo asesor en todos los aspectos relacionados con el desarrollo económico y social, y constituye la máxima instancia de planeación nacional.

## Historia
El CONPES fue creado mediante la Ley 19 de 1958, durante el gobierno del presidente Alberto Lleras Camargo, bajo el nombre de Consejo Nacional de Política Económica y Planeación.
En su origen, estaba integrado por el Presidente de la República y cuatro consejeros, dos designados por el Presidente, uno por el Senado y otro por la Cámara de Representantes.
Con la expedición de la Constitución de 1991 y la Ley 152 de 1994, conocida como «Ley Orgánica del Plan de Desarrollo», el CONPES consolidó su función como órgano asesor del Gobierno en materia de políticas públicas y en la coordinación del Plan Nacional de Desarrollo.

## Organización y miembros
El CONPES es presidido por el Presidente de Colombia, quien lo convoca y dirige sus sesiones. Su Secretario Técnico es el Director del Departamento Nacional de Planeación –DNP–.
Existen dos modalidades principales de consejo:

### CONPES Económico
Integrado por:
- Presidente de la República.
- Ministro de Hacienda y Crédito Público.
- Ministro de Agricultura y Desarrollo Rural.
- Ministro de Comercio, Industria y Turismo.
- Ministro de Salud y Protección Social.
- Ministro de Transporte.
- Ministro de Ambiente y Desarrollo Sostenible.
- Ministro de las Culturas, las Artes y los Saberes.
- Director del Departamento Nacional de Planeación.
- Gerente del Banco de la República.
- Representantes de sectores estratégicos invitados por el Gobierno según el tema.

### CONPES Social
Integrado por:
- Presidente de la República.
- Ministro de Hacienda y Crédito Público.
- Ministro de Salud y Protección Social.
- Ministro de Educación Nacional.
- Ministro del Trabajo.
- Ministro de Agricultura y Desarrollo Rural.
- Ministro de Vivienda, Ciudad y Territorio.
- Ministro de Transporte.
- Director del Departamento Nacional de Planeación.
- Secretario General de la Presidencia de la República.

## Funciones
Las principales funciones del CONPES, de acuerdo con la Ley 152 de 1994, son:
- Aprobar la programación macroeconómica anual.
- Definir las políticas, estrategias y programas del Gobierno nacional.
- Conceptuar sobre el Plan Nacional de Desarrollo y su ejecución.
- Establecer las bases y criterios de la inversión pública.
- Revisar el plan financiero y el plan operativo anual de inversiones.
- Conceptuar sobre los contratos de empréstito y las garantías de la Nación.
- Analizar la distribución de utilidades de las entidades descentralizadas.

## Documentos CONPES
Los llamados documentos CONPES son los instrumentos técnicos mediante los cuales el Gobierno Nacional formaliza decisiones de política pública. Estos documentos contienen diagnósticos, objetivos, estrategias y recomendaciones derivadas de un trabajo coordinado entre varias entidades, bajo la Secretaría Técnica del DNP.
Además, no tienen carácter vinculante ni son actos administrativos obligatorios, pero el Departamento Nacional de Planeación, en su función de Secretaría Técnica, se encarga de su seguimiento mediante el sistema SisCONPES 2.0.
Desde su surgimiento, los documentos CONPES se han clasificado en políticas, aprobaciones/autorizaciones y mixtos, dependiendo de su alcance y naturaleza específica.
Los documentos CONPES pueden clasificarse en:
- Económicos: orientados a la estabilidad macroeconómica, finanzas públicas y desarrollo productivo.
- Sociales: relacionados con pobreza, equidad, educación, salud y protección social.
- Ambientales y de infraestructura: sobre sostenibilidad y proyectos estratégicos.

Algunos documentos destacados han sido:  
- CONPES 3918 (2018): Estrategia para implementar los Objetivos de Desarrollo Sostenible.
- CONPES 4000 (2020): Política de reindustrialización y desarrollo productivo.

## Importancia e impacto
El CONPES es considerado la principal instancia de planeación y coordinación de la política económica y social en Colombia.
Sus decisiones, plasmadas en los documentos CONPES, sirven de base para:
- La elaboración del Plan Nacional de Desarrollo.
- La definición de prioridades en inversión pública.
- La coordinación entre ministerios y entidades del Estado.

En la práctica, el CONPES ha sido un espacio de articulación entre la Presidencia, el DNP, el Banco de la República y los ministerios, influyendo en la orientación de las políticas públicas a largo plazo.